# Tvålfagra löften
Tvålfagra löften är en amerikansk film från 1947 i regi av Jack Conway. I huvudrollerna syns Clark Gable och Deborah Kerr, och filmen utspelar sig inom den amerikanska reklambranschen. Filmen bygger på boken The Hucksters av Frederic Wakeman, men handlingen har ändrats en del jämfört med boken. Bland annat har filmen ett lyckligare slut.

## Rollista
- Clark Gable - Victor Albee Norman
- Deborah Kerr - Kay Dorrance
- Sydney Greenstreet - Evan Llewellyn Evans
- Adolphe Menjou - Kimberly
- Ava Gardner - Jean Ogilvie
- Keenan Wynn - Buddy Hare
- Edward Arnold - David Lash
- Aubrey Mather - Mr. Glass
- Richard Gaines - Cooke
- Frank Albertson - Max Herman
- Douglas Fowley - Georgie Gaver
- Clinton Sundberg - Michael
- Gloria Holden - Mrs. Kimberly
- Connie Gilchrist - Betty, växeltelefonist
- Kathryn Card - Regina Kennedy

## Bilder från filmens trailer

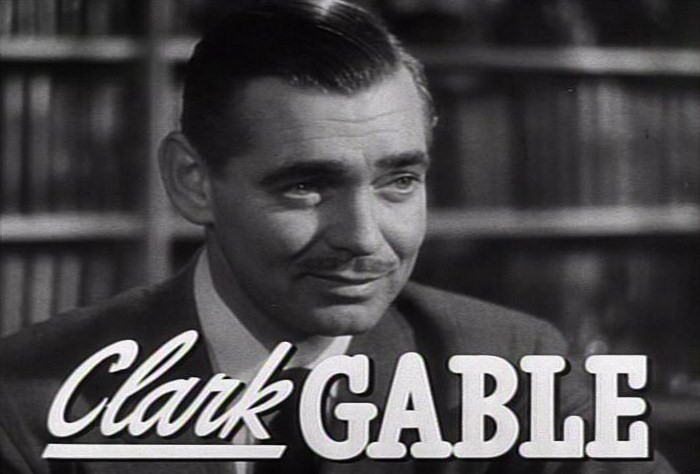
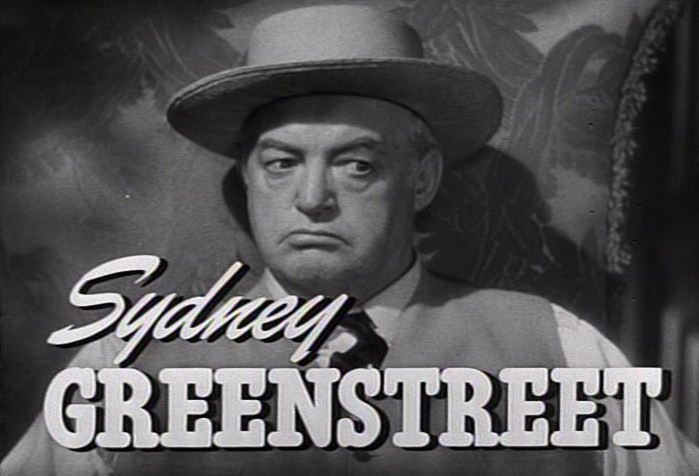